# Real Time (Van der Graaf Generator)
Real Time è un doppio album live dei Van der Graaf Generator registrato il 6 maggio 2005 nella Royal Festival Hall a Londra e pubblicato nel marzo del 2007.

## Tracce

### CD 1
1. "The Undercover Man" (Hammill) - 8:29
2. "Scorched Earth" (Hammill, Jackson) - 10:05
3. "Refugees" (Hammill) - 6:01
4. "Every Bloody Emperor" (Hammill) - 7:36
5. "Lemmings" (Hammill) - 13:20
6. "(In the) Black Room" (Hammill) - 11:16
7. "Nutter Alert" (Hammill) - 6:05
8. "Darkness" (Hammill) - 7:20

### CD 2
1. "Masks" (Hammill) - 6:47
2. "Childlike Faith in Childhood's End" (Hammill) - 12:34
3. "The Sleepwalkers" (Hammill) - 10:44
4. "Man-Erg" (Hammill) - 11:36
5. "Killer" (Banton, Hammill, Smith) - 9:55
6. "Wondering" (Banton, Hammill) - 7:01

### Bonus Track nell'edizione giapponese
1. "Pilgrims" - 7:30 (registrato a Parigi, 12 luglio 2005)
2. "When She Comes" - 8:08 (registrato ad Amsterdam, 23 luglio 2005)
3. "Still Life" - 7:51 (registrato a Taormina, 15 luglio 2005)
4. "Gibberish" - 13:37 (registrato ad Amsterdam, 23 luglio 2005)

## Formazione
- Peter Hammill - voce, chitarra, pianoforte
- David Jackson - sassofono, flauto, voce di supporto
- Hugh Banton - tastiere, basso elettrico, voce di supporto
- Guy Evans - batteria